# Pueblo chitty
Los Chitty, también conocidos como Chetty o Chetti Melaka, son un grupo étnico cuyos miembros son principalmente de ascendencia tamil, los cuales se encuentran mayormente en el estado de Malaca, en Malasia, donde se establecieron alrededor del siglo XVI, y en Singapur, a donde emigraron en los siglos XVIII y XIX desde Malaca. También conocidos coloquialmente como "Peranakans indios", la cultura de los Chitty ha recibido una importante influencia de la región de Nusantara y, en menor medida, de China, conservando al mismo tiempo su fe y herencia hindúes. En el siglo XXI, su población asciende a 2000 habitantes. La comunidad Chitty se diferencia de los Chettiar, banqueros llevados de Tamil Nadu a la Malasia británica. La mayoría son hindúes practicantes.

## Idioma
Al igual que los peranakan, los chitty hablan un dialecto malayo propio de su comunidad, mezclado con numerosos préstamos tamiles. La mayoría de los chitty no pueden comunicarse en tamil.

## Historia

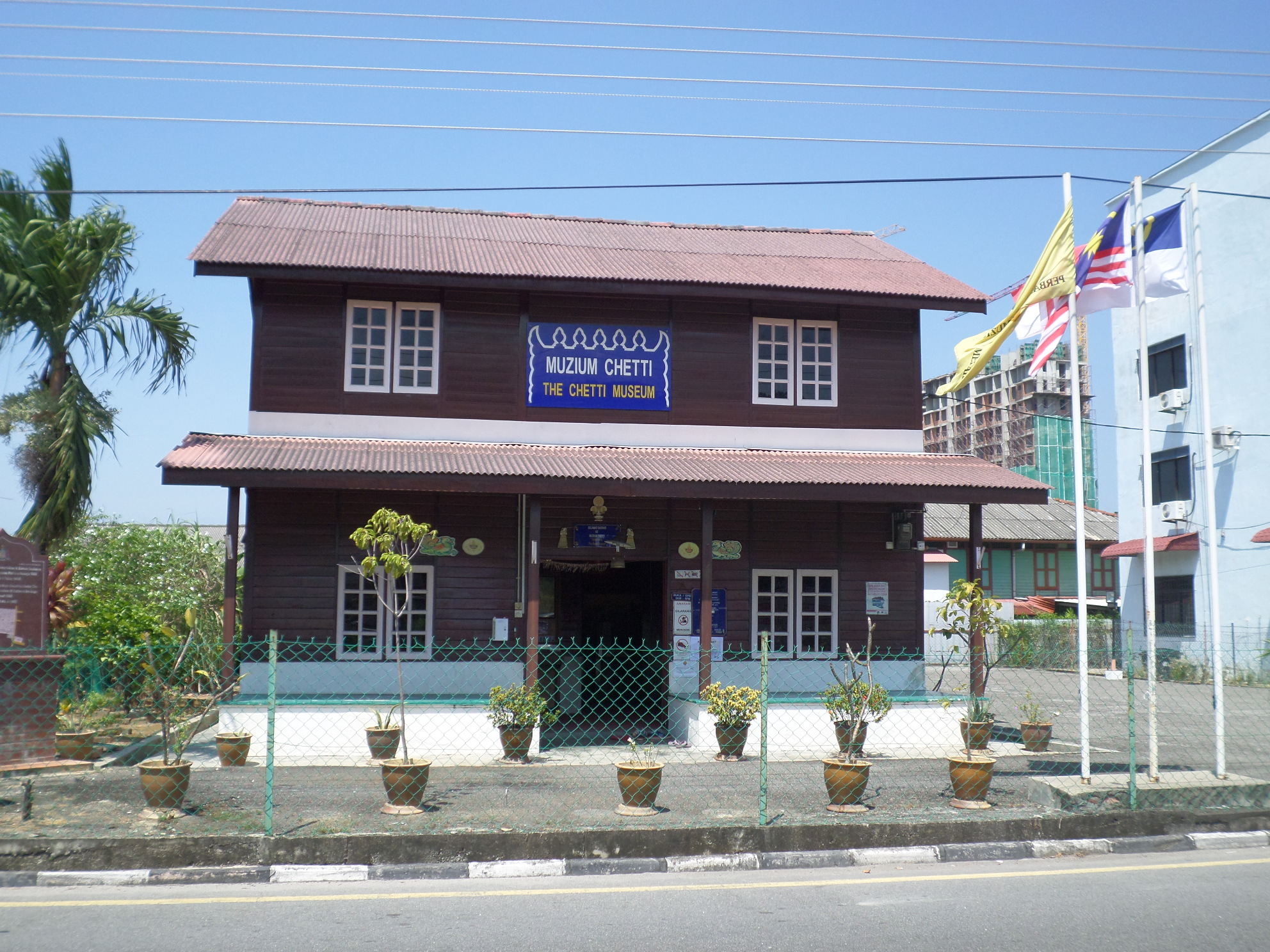
Museo Chitty en Malaca.

Los registros históricos indican que los comerciantes tamiles de Panai, en Tamil Nadu, se asentaron en Malaca durante la soberanía del Sultanato de Malaca. Al igual que los peranakan, posteriormente se asentaron y se mezclaron libremente con los malayos y chinos locales de ascendencia malaya y tamil. Sin embargo, con la caída del Sultanato de Malaca después de 1511, los chitty finalmente perdieron el contacto con su tierra natal.
Bajo la administración de los colonizadores portugueses, holandeses y británicos, los chitty comenzaron a simplificar su cultura y costumbres adoptando las costumbres locales. Esto se evidencia en la arquitectura del Templo Sri Poyatha Moorthi, construido por Thaivanayagam Pillay, líder del pueblo Chitty, en 1781, después de que el gobierno colonial holandés le otorgara un terreno. En esa época, probablemente se estableció un barrio Chitty alrededor de ese templo, en la calle conocida como Goldsmith Street.
Durante la Segunda Guerra Mundial, la amenaza de violación por parte de soldados japoneses contra las niñas chitty llevó a las familias chitty a permitir que euroasiáticos, chinos e indios de pura sangre se casaran con ellas y a abandonar la endogamia.
El asentamiento tradicional chitty se encuentra en Kampung Tujuh, a lo largo de Jalan Gajah Berang, habitado también por un pequeño número de chinos de ascendencia tamil y malayos. Desde entonces, muchos chitty han encontrado trabajo en Singapur y otras partes de Malasia.
La identidad étnica de los chitty está prácticamente perdida. A medida que muchos se integran culturalmente a las comunidades étnicas mayoritarias de la diáspora india, los chinos de ultramar y los malayos, este pequeño pero distintivo grupo que ha sobrevivido durante siglos se encuentra ahora al borde de la extinción.
La exposición de la historia, las antigüedades y la cultura Peranakan Chitty se puede ver en el Museo Chitty en el pueblo de Chitty, estado de Malaca, en Malasia. Recientemente, en 2013, surgieron controversias sobre el desarrollo a expensas de la demolición de parte de Kampung Chitty, un pueblo histórico y cultural. Una propuesta presentada para construir un condominio, un hotel y una carretera que atraviesa el pueblo se consideran una amenaza para los residentes y para un templo construido en 1827.